# Giovanni Lodetti
Giovanni Lodetti (Caselle Lurani, 1942. augusztus 10. – 2023. szeptember 22.) Európa-bajnok olasz labdarúgó, középpályás.

## Pályafutása

### Klubcsapatban
1960-ban az AC Milan csapatában kezdte a labdarúgást, ahol 1961-ben mutatkozott be az első csapatban, melynek 1963-ban lett véglegesen a tagja. Kétszeres bajnok és egyszeres olasz kupagyőztes, továbbá egyszeres BEK- és KEK-győztes volt a csapattal. 1970–1974 között a Sampdoria, 1974–1976 között a Foggia, 1976–1978 között a Novara labdarúgója volt. 1978-ban vonult vissza az aktív labdarúgástól.

### A válogatottban
1964–1968 között 18 alkalommal szerepelt az olasz válogatottban és két gólt szerzett. Részt vett az 1966-os angliai világbajnokságon. 1968-ban Európa-bajnok lett a válogatottal.

## Sikerei, díjai
Olaszország
- Európa-bajnokság
  - aranyérmes: 1968, Olaszország

 AC Milan
- Olasz bajnokság (Serie A)
  - bajnok: 1961–62, 1967–68
- Olasz kupa (Coppa Italia)
  - győztes: 1967
- Bajnokcsapatok Európa-kupája (BEK)
  - győztes: 1968–69
- Kupagyőztesek Európa-kupája (KEK)
  - győztes: 1967–68
- Interkontinentális kupa
  - győztes: 1969